# Gabriel Soto
Gabriel Soto-Borja Díaz est un acteur mexicain, né le 17 avril 1975 à Mexico.

## Biographie
Gabriel Soto est le fils d'Elisa Díaz Lombardo et de Francisco Soto-Borja Anda. Son épouse était l'actrice et présentatrice  Géraldine Bazán avec qui il a eu deux enfants Elissa Marie et Alexa Miranda.
En 1997, Gabriel s'intègre au groupe musical Kairo en remplacement d'Eduardo Verástegui. Il a participé aux disques : Libres y Pasiones.

## Filmographie

### Films
- 2007 : Ladrón que roba a ladrón[3]
- 2016 : La peor de mis bodas[3]

### Telenovelas
- 1996-1997 : Mi querida Isabel : Juan
- 1999 : Alma rebelde : Vladimir
- 2000 : Mi destino eres tú : Nicolás
- 2000 : Carita de ángel : Rogelio Alvarado Gamboa
- 2001 : Amigas y rivales : Ulises Barrientos
- 2002-2003 : Las vías del amor : Adolfo Lascuraín/Nicolás Quesada
- 2004-2005 : Mujer de madera : Carlos Gómez[4]
- 2006 : La verdad oculta : David Genovés Ordóñez[5]
- 2007 : Bajo las riendas del amor : Juan José Álvarez[6]
- 2008 : Querida enemiga : Alonso Ugarte[7]
- 2009 : Sortilegio : Fernando Alanís[8]
- 2011 : La force du destin (La fuerza del destino) : Camilo Galván[9]
- 2012 : Un refugio para el amor : Rodrigo Torreslanda Fuentes-Gil[10]
- 2013 : Libre para amarte : Enrique del Pino
- 2014 : Qué pobres tan ricos : lui-même
- 2014-2015 : Yo no creo en los hombres : licenciado Maximiliano Bustamante
- 2016 : Vino el amor : David Robles Morán
- 2016-2017 : Vino el amor : David Robles Morán
- 2017-2018 : Caer en tentación : Damián Becker Franco
- 2019-2020 : Soltero con hijas : Nicolás " Nico " Contreras Alarcón
- 2022-2023 : Mi camino es amarte : Memo Santos